# H-SA3001V

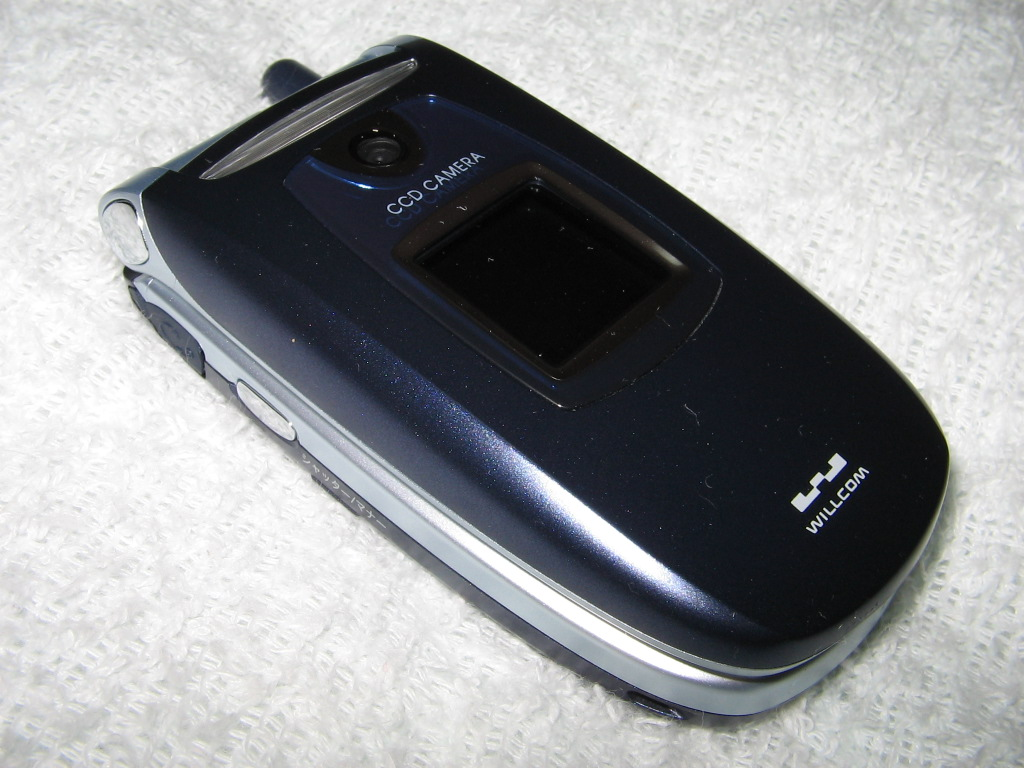
H-SA3001V(ブルー、ウィルコムロゴ版)、閉じたところ

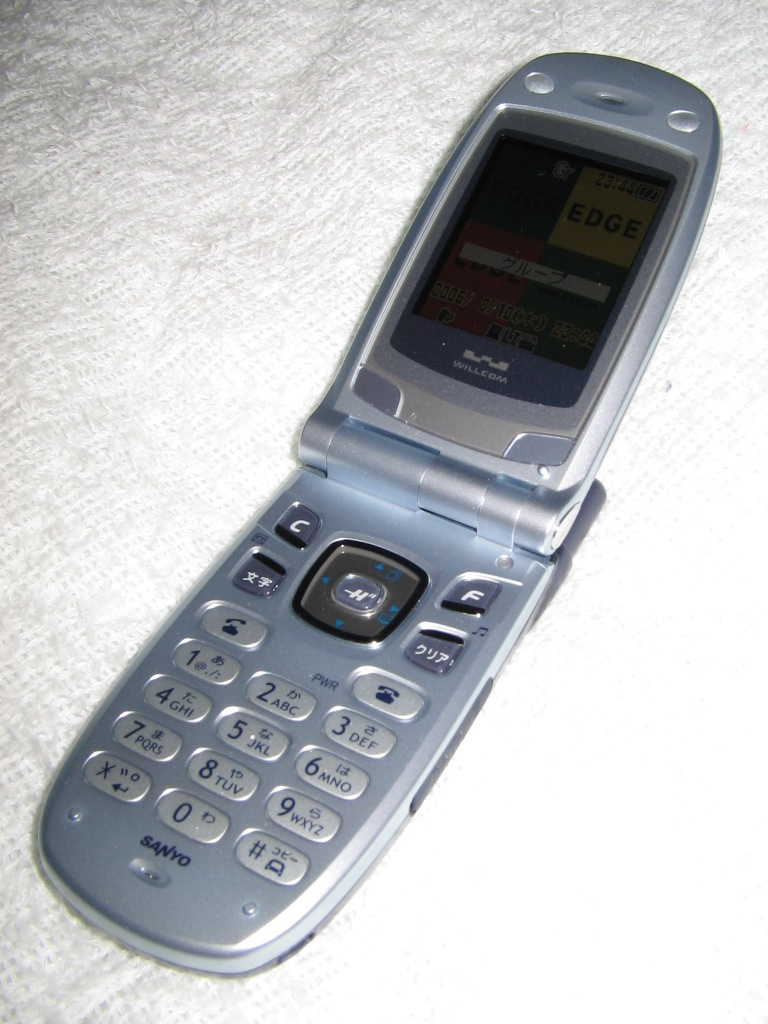
H-SA3001V(ブルー、ウィルコムロゴ版)、開いたところ

H-SA3001Vは、旧DDIポケット向けに供給された三洋電機（大阪、現・京セラSANYOブランド）製PHS端末。DDIポケットからウィルコムへの移行後も引き続き販売され、約2年半に亘ってカタログに載り続けたロングセラーモデルである。
WX310SAの前機種、RZ-J700の後機種である。

## 概要
愛称「Leje(レジェ)」。H"端末(高速ハンドオーバー対応端末)としては初めて、11万画素CCDデジタルカメラを搭載。(DDIポケットでは、京セラ製ビジュアルフォンVP-210が、全携帯電話端末としても初めてデジタルカメラを搭載した端末である。)電話帳とは別に10件の電話番号を登録できる機能「スキスキコール」を搭載。ウィルコムがかつて提供していた音楽ダウンロードサービス「Sound Market」が利用できる。台湾での国際ローミングも可能。タイ、ベトナムでのローミングは非対応。最後のH"(feelH"、intelligentH")端末である。
なお、ウィルコムへの社名変更後は、メインディスプレイ上のH"ロゴを廃し、サブディスプレイ下のSANYOロゴ、メインディスプレイ下のLejeロゴをWILLCOMロゴへ置き換えて製造された。

## 各種仕様
- 機種名 ハイブリッド携帯端末 H-SA3001V
- サイズ 幅約47×高さ約87×厚さ(閉じた時)24.4mm(突起部除く)
- 質量 約93g
- 色 シルバー、ブルー
- 連続通話時間 約420分
- 連続待受時間 約700時関
- 充電時間 約90分(急速充電)
- 対応通信方式
  - 1x(32kbps)パケット
  - 32K/64KPIAFS(回線交換)
- 対応メールサービス 
  - Eメール(回線交換方式)/エッジeメール(パケット方式)…送信1000文字・受信10000文字(全角)
  - DXメール
  - ライトEメール(拡張版)
  - ライトメール
  - Pメール
- メイン液晶
  - 1.8インチ
  - 120×144ピクセル
  - TFT 65,536色
- 背面液晶
  - 1.0インチ
  - 72×72ピクセル
  - TFT65,536色
- カメラ 
  - 約11万画素CCD
  - フラッシュ付き
  - 最大撮影サイズ…120×144ピクセル
  - JPEG/BMP対応(PNGは閲覧のみ)
- 音源
  - PCM音源175音色32和音
  - MIDI再生可
- 電話帳 500件
- 日本語変換 三洋オリジナル日本語変換システム(予測変換対応)
- ブラウザ 非搭載(独自コンテンツ「H"LINK」は対応)
- フォント ビットマップ
- 画面表示文字数
  - 全角10文字×8行(12ドット)
  - 全角7文字×6行(16ドット)
  - 全角5文字×4行(24ドット)
- 添付ファイル最大サイズ
  - 画像データ
    - PNG *.png 約72kB(192×240ドット)
    - BMP *.bmp 約72kB(192×240ドット)
    - JPEG *.jpg 約72kB(192×240ドット)

  - 音楽データ
    - feelsound *.dxm 約72kB
    - MIDI *.mid 約72kB
    - メモ録音 *.dxv 約50kB
- 位置情報サービス対応
- 音楽配信サービスSoundMarket、MP3再生対応（利用には別途セキュアMMCカードリーダー付きリモコンRZ-RM1が必要）
- 外部端子
  - AIR-EDGE対応データ通信端子
  - 丸形イヤホンジャック
- 外部メモリ 非対応
- CPU
- バッテリ－ 3.7V、630mAh
- 空間ダイバシティアンテナ搭載
- SAR値 0.047W/kg